# Toshiko Akiyoshi
Toshiko Akiyoshi (秋吉 敏子?, Akiyoshi Toshiko; Liaoyang, 12 dicembre 1929) è una compositrice, pianista e bandleader giapponese.
Ha ricevuto quattordici nomination ai Grammy Award ed è stata la prima donna a vincere il premio come "miglior arrangiatore e compositore dell'anno" conferito dalla rivista Down Beat. Nel 1984, è stata protagonista del documentario Jazz Is My Native Language. Nel 1996 ha pubblicato la sua autobiografia, Life with Jazz, e nel 2007 negli Stati Uniti è stata nominata "NEA Jazz Master" (National Endowment for the Arts).

## Biografia
Akiyoshi è nata a Liaoyang, in Manciuria, da emigranti giapponesi. Era la più giovane di quattro sorelle e all'età di sei anni ha iniziato lo studio del pianoforte classico. Nel 1945, dopo la seconda guerra mondiale, la famiglia di Toshiko perse la casa e tornò in Giappone, stabilendosi a Beppu. Un collezionista locale la introdusse al jazz facendole ascoltare un disco di Teddy Wilson che suonava Sweet Lorraine. Ne fu immediatamente colpita e da allora cominciò a studiare questo genere di musica. Nel 1952, durante un tour in Giappone, il pianista Oscar Peterson la scoprì durante una performance in un club di Ginza, un quartiere di Tokyo. Peterson rimase impressionato e convinse il produttore discografico Norman Granz a farle registrare un disco. Nel 1953, sotto la direzione di Granz, registrò il suo primo album accompagnata dalla sezione ritmica di Peterson: Herb Ellis alla chitarra, Ray Brown al contrabbasso e J. C. Heard alla batteria. L'album venne pubblicato con il titolo Toshiko's Piano negli Stati Uniti e Amazing Toshiko Akiyoshi in Giappone.
Akiyoshi ha approfondito gli studi sul jazz al Berklee College of Music a Boston, grazie a una borsa di studio offertale nel 1955 dal direttore della scuola Lawrence Berk. Qualche tempo dopo, apparve come concorrente alla trasmissione del 18 marzo 1956 del format televisivo della CBS What's My Line?. Nel 1998, ha ricevuto un dottorato onorario di musica dalla Berklee College of Music..
Akiyoshi si è sposata due volte: la prima nel 1959 con il sassofonista Charlie Mariano con il quale, dopo aver formato diverse band, ha divorziato nel 1967. La coppia aveva una figlia, Michiru. Nello stesso anno ha incontrato il sassofonista Lew Tabackin, che ha sposato nel 1969. Akiyoshi, Tabackin e Michiru si trasferirono a Los Angeles nel 1972. Nel marzo 1973 Akiyoshi e Tabackin formarono una big band di 16 strumentisti, prevalentemente musicisti di studio. Akiyoshi ha composto e arrangiato le musiche per la band, e Tabackin ne è stato il solista al sassofono tenore e al flauto.

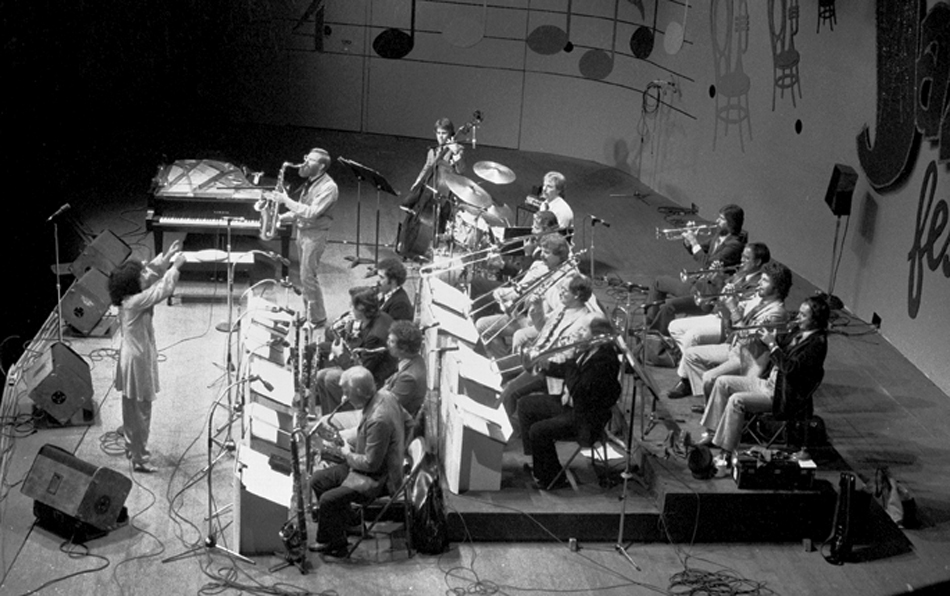
Toshiko Akiyoshi con la Lew Tabackin Big Band, Jazz Festival di Monterey, California, 1981

La formazione registrò il suo primo album, Kogun, nel 1974. Il titolo, che si traduce in "soldato solitario ", è stato ispirato dal racconto di un soldato giapponese smarritosi per 30 anni nella giungla credendo che la seconda guerra mondiale fosse ancora in atto, convinto così di rimanere fedele all'Imperatore. Kogun' ebbe un buon successo commerciale in Giappone, e la band cominciò a ricevere l'attenzione della critica.
Nel 1982 la coppia si è trasferita a New York e ha alternato performance con la Toshiko Akiyoshi Jazz Orchestra (con Lew Tabackin)  ad altre con gruppi più piccoli. Nel contempo la BMG ha continuato a pubblicare le registrazioni della sua big band in Giappone, rimanendo però riluttante sull'uscita negli Stati Uniti. Anche se Akiyoshi ha pubblicato diversi album negli Stati Uniti con il suo pianoforte in solo e in piccoli combo, molti dei suoi successivi album realizzati con la big band sono stati pubblicati solo in Giappone.
Lunedì 29 dicembre 2003, la sua band ha suonato per l'ultima volta al Birdland di New York, dove aveva tenuto regolarmente un concerto ogni lunedì sera per più di sette anni. Il 24 marzo 2004, Warner Japan ha pubblicato l'ultima registrazione della big band di Akiyoshi. L'album, intitolato Last Live in Blue Note Tokyo, è stato registrato il 28-29 novembre 2003.
Il 27 novembre 2018 Carnegie Hall le ha reso omaggio celebrando il suo 88º compleanno con un evento presentato da IMJS: Japanese Cultural Heritage Initiatives e Columbia University intitolato "Totally Toshiko: Celebrating Toshiko Akiyoshi at 88".

## Discografia

### Come leader o co-leader
- 1954 - Toshiko's Piano / Amazing Toshiko Akiyoshi
- 1955 - The Toshiko Trio
- 1956 - Her Trio, Her Quartet
- 1957 - Toshiko and Leon Sash at Newport
- 1957 - The Many Sides of Toshiko
- 1958 - United Notions
- 1961 - The Toshiko–Mariano Quartet
- 1961 - Long Yellow Road (Trio) / Toshiko Akiyoshi Recital
- 1961 - Toshiko Meets Her Old Pals
- 1963 - Toshiko–Mariano Quartet (in West Side)
- 1963 - East & West
- 1963 - The Country and Western Sound of Jazz Pianos / With Steve Kuhn, Together Miwaku No Jazz (Fascinating Jazz)
- 1964 - Toshiko Mariano and her Big Band / Toshiko & Modern Jazz
- 1965 - Lullabies for You
- 1969 - At Top of the Gate
- 1970 - In Japan / Long Yellow Road (Quartet)
- 1971 - Jazz, the Personal Dimension Meditation
- 1971 - Sumie / The Personal Aspect In Jazz
- 1971 - Solo Piano
- 1974 - Kogun
- 1975 - Long Yellow Road (Toshiko Akiyoshi – Lew Tabackin Big Band
- 1976 - Tales of a Courtesan (Oirantan)
- 1976 - Road Time, Toshiko Akiyoshi – Lew Tabackin Big Band|
- 1976 - Insights
- 1976 - Dedications
- 1977 - Dedications II
- 1978 - Toshiko Plays Billy Strayhorn / A Tribute to Billy Strayhorn / Dedications III
- 1978 - Finesse
- 1979 - Notorious Tourist from the East / Toshiko Plays Toshiko
- 1979 - Sumi-e (Toshiko Akiyoshi – Lew Tabackin Big Band
- 1980 - Farewell (Toshiko Akiyoshi – Lew Tabackin Big Band
- 1981 - From Toshiko with Love
- 1982 - European Memoirs
- 1983 - Toshiko Akiyoshi Trio
- 1984 - Ten Gallon Shuffle
- 1984 - Time Stream (Toshiko Akiyoshi Trio album)
- 1986 - Wishing Peace
- 1987 - Interlude
- 1990 - Four Seasons
- 1991 - Chic Lady
- 1991 - Live at Birdland (Toshiko – Mariano Quartet)
- 1992 - Carnegie Hall Concert (Toshiko Akiyoshi Jazz Orchestra)
- 1992 - Remembering Bud: Cleopatra's Dream
- 1994 - Desert Lady / Fantasy
- 1993 - Dig
- 1994 - Night and Dream
- 1995 - Yes, I Have No 4 Beat Today
- 1994 - Toshiko Akiyoshi at Maybeck
- 1996 - Four Seasons of Morita Village
- 1996 - Time Stream: Toshiko Plays Toshiko (Ninety-One)
- 1997 - Toshiko Akiyoshi Trio Live at Blue Note Tokyo '97
- 1998 - Monopoly Game
- 1999 - Sketches of Japan
- 1999 - Tribute to Duke Ellington
- 2000 - Toshiko Akiyoshi Solo Live at the Kennedy Center
- 2001 - Hiroshima – Rising from the Abyss
- 2004 - Last Live in Blue Note Tokyo
- 2004 - New York Sketch Book
- 2006 - Hope
- 2006 - 50th Anniversary Concert in Japan
- 2008 - Let Freedom Swing with the SWR Big Band
- 2008 - Vintage (Toshiko Akiyoshi and Lew Tabackin album)
- 2009 - Solo Live 2004 (Live at "Studio F"]
- 2010 - Classic Encounters
- 2011 - Toshiko Akiyoshi Jazz Orchestra in Shanghai
- 2015 - Jazz Conversations
- 2016 - Toshiko Akiyoshi Plays Gershwin's Porgy And Bess
- 2017 - My Long Yellow Road
- 2019 - The Eternal Duo!